# Delivered at frontier
Las siglas DAF, acrónimo del término en inglés: Delivered At Frontier, traducido por «Entregada en frontera, lugar convenido» se refieren a un incoterm, o término de comercio internacional que se utiliza en operaciones de compraventa internacional. En su formulación contractual, el término DAF es seguido obligatoriamente por el nombre del punto fronterizo terrestre acordado para la entrega de mercancías.

## Descripción del DAF
En condiciones DAF, el vendedor paga los costes de transporte y asume los riesgos que esto implica, hasta que los bienes hayan sido entregados en una frontera entre el país de origen y el país de destino; no en el país de destino, como el resto de los términos en D. El comprador es responsable tanto de los costes como de los riesgos hasta que la mercancía haya llegado a su destino final.
Los costes del seguro de transporte se reparten entre el vendedor (desde la fábrica hasta el punto fronterizo acordado) y el comprador (desde el punto fronterizo hasta sus instalaciones).
El despacho aduanero se reparte de forma análoga: el vendedor asume los gastos de la exportación y el comprador, los de importación.
El incoterm DAF puede ser utilizado con cualquier modo de transporte: marítimo, fluvial, aéreo, por ferrocarril, por carretera, intermodal y multimodal. En las versiones anteriores a Incoterms 2000, sólo podía utilizarse para transporte terrestre, por ferrocarril y por carretera.

## Uso del término DAF
Como vendedor y comprador comparten los gastos del transporte principal, suelen contratarlo a través de transportistas o transitarios. Si el punto fronterizo elegido para la entrega está más cerca del comprador que del vendedor, éste pagará una proporción menor de los costes de transporte y seguro, y viceversa.
El incoterm DAF se utiliza en mercancías que realizan largos trayectos y pasan por plataformas o puntos logísticos de consolidación y fraccionamiento de cargas, donde se transmiten los costes y se entrega la mercancía. Cuando la mercancía se transporta por ferrocarril, el punto lógico de entrega de la mercancía y traspaso de riesgos es un lugar donde se produzca alguna parada o para fraccionar la carga o por otro motivo (en el caso de España, la frontera donde la mercancía debe cambiar de tren por el distinto ancho de vía respecto a Francia).
Cuando la mercancía se transporta por avión, la entrega DAF se pacta en un aeropuerto donde la carga hace escala para trasbordar de un avión a otro.
En transporte marítimo, «DAF Algeciras» o «DAF Rotterdam» son apropiados para carga contenerizada que llega en un buque portacontenedores de un viaje trasatlántico y se distribuye por vía fluvial o marítimo de corta distancia, a través de las llamadas autopistas del mar. Si la entrega de la mercancía no se realiza en una frontera terrestre, se adaptan mejor los incoterms DES y DEQ.